# Stefan Takov
Stefan Takov –en serbio, Стефан Таков– (6 de agosto de 2002) es un deportista serbio que compite en taekwondo.
Ganó dos medallas en el Campeonato Mundial de Taekwondo, en los años 2022 y 2023, y una medalla de oro en el Campeonato Europeo de Taekwondo de 2022.
En los Juegos Europeos de Cracovia 2023 consiguió una medalla de bronce en la categoría de –74 kg.

## Palmarés internacional
| Campeonato Mundial | Campeonato Mundial       | Campeonato Mundial | Campeonato Mundial |
| Año                | Lugar                    | Medalla            | Categoría          |
| ------------------ | ------------------------ | ------------------ | ------------------ |
| 2022               | Guadalajara (México)     | Medalla de bronce  | –74 kg             |
| 2023               | Bakú (Azerbaiyán)        | Medalla de plata   | –74 kg             |
| Juegos Europeos    |                          |                    |                    |
| Año                | Lugar                    | Medalla            | Categoría          |
| 2023               | Krynica-Zdrój (Polonia)  | Medalla de bronce  | –74 kg             |
| Campeonato Europeo |                          |                    |                    |
| Año                | Lugar                    | Medalla            | Categoría          |
| 2022               | Mánchester (Reino Unido) | Medalla de oro     | –74 kg             |